# Ali Abu al-Ragheb
Ali Abu al-Ragheb (en árabe: علي أبو الراغب‎: علي أبو الراغب) (nacido en 1946) fue el ex-primer ministro de Jordania desde el 19 de junio de 2000 hasta el 25 de octubre de 2003. Dimitió y fue reemplazado por Faisal al-Fayez.
Nació en Amán, Jordania en 1946. Obtuvo su bachillerato en ciencias en Ingeniería Civil en 1967 de la Universidad de Tennessee en los Estados Unidos.
Fue socio y director gestor de Ingeniería Nacional y Co Contratos de 1971 a 1991. Más tarde sirvió como ministro de industria y comercio en 1991 y en 1995. Fue también nombrado ministro de energía y recursos minerales en 1991 a 1993 y fue elegido al parlamento jordano en 1993. Abu Ragheb fue nombrado primer ministro y ministro de defensa el 19 de junio de 2000.

## Condecoraciones
- Gran Cordón de la Orden de la Estrella de Jordania Al-Kawkab Al-Urduni
- Gran Cordón de la Orden de Al-Nahda en Jordania
- Gran caballero de la cruz de la Orden al Mérito de la República italiana
- Gran caballero de la cruz de la Orden de San Miguel y San Jorge (GCMG) en Gran Bretaña.